# 15 Pułk Huzarów (Cesarstwo Niemieckie)
15 Pułk Huzarów im. Króla Niderlandów Wilhelma (Hanowerski) (niem. Husaren-Regiment „Königin Wilhelmina der Niederlande“ (Hannoversches) Nr. 15)  – pułk kawalerii niemieckiej okresu Cesarstwa Niemieckiego.

## Charakterystyka
Pułk został sformowany 19 grudnia 1803. Stacjonował w Wandsbek . Wchodził w skład VIII Korpusu Armijnego .

 Wiosną 1914 był w strukturze 18 Brygady Kawalerii z 18 Dywizji Piechoty.
W wyniku mobilizacji, w sierpniu 1914 pułk osiągnął gotowość bojową i w składzie 18 Brygady Kawalerii z 4 Dywizji Kawalerii został wysłany na front zachodni.

## Bibliografia

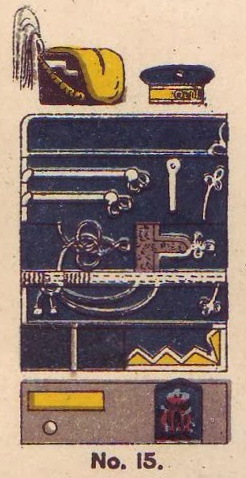
Oznaki pułku